# Warner Bros. Cartoons
Warner Bros. Cartoons, Inc. (coneguda entre el públic especialitzat com Termite Terrace) va ser una divisió interna de Warner Bros. Pictures de l'Època daurada de l'animació americana. Va ser un dels estudis d'animació més reeixits de la història dels mitjans de comunicació americans. Warner Bros. Cartoons va ser la responsable de les sèries de curtmetratges animats Looney Tunes i Merrie Melodies que des dels anys 30 fins als anys 60 van estrenar als cinemes curts protagonitzats per personatges com Bugs Bunny, Daffy Duck, Porky Pig, Speedy Gonzales o Wile E. Coyote i el Correcamins, que es convertiren en personatges coneguts per la gent arreu el món. Entre el personal artístic de Warner Bros. Cartoons, hi trobem animadors i directors com Chuck Jones, Friz Freleng, Robert McKimson, Tex Avery, Robert Clampett o Frank Tashlin, considerats com molts dels millors artistes de l'animació tradicional de la història.

## Història
La divisió d'animació de Warner Bros. Pictures va néixer el 1933 amb el nom de Leon Schlesinger Productions, una companyia independent que produïa dels curts de Looney Tunes i Merrie Melodies, que eren distribuïts posteriorment per Warner Bros. Pictures. Leon Schlesinger, qui desenvolupava la tasca de productor, va vendre l'estudi a Warner Bros. el 1944, que va continuar funcionant amb el nom de Warner Bros. Cartoons, Inc. fins a 1963. D'ençà, els curts dels Looney Tunes i Merrie Melodies van ser produïts externament per DePatie-Freleng Enterprises, l'estudi de Friz Freleng, fins a 1967. Aleshores Warner Bros. Studio va tornar a obrir les portes per poc de temps, ja que dos anys després va tancar definitivament.
El 1980 es va crear Warner Bros. Animation, una altra divisió interna d'animació, però que no va produir curtmetratges com els que solia fer Warner Bros. Cartoons, sinó llargmetratges o sèries de televisió.

## Termite Terrace
Davant la manca d'espai a l'estudi original on els curts de Looney Tunes es produïen, l'encarregat de l'estudi durant els anys 30 i 40, Leon Schlesinger, va situar un nou equip d'animació (dirigit per Tex Avery amb col·laboració de Chuck Jones i Bob Clampett i a qui després se'ls unirien altres futures eminències del camp de l'animació) a un nou edifici: un bungalow de fusta amb cinc habitacions que estava infestat de tèrmits. L'edifici va ser afectivament anomenat "Termite Terrace" -terrassa de tèrmits- per part dels animadors. Tot i que l'equip va abandonar l'edifici l'any següent, el terme "Termite Terrace" va ser utilitzat com a terme general per anomenar el departament de dibuixos animats de Warner Brothers de l'època clàssica.